# 埃克拉桑
埃克拉桑（法語：Eclassan，亦作，法語發音：[eklasɑ̃]）是法国阿尔代什省的一个市镇，属于罗讷河畔图尔农区。

## 地理
埃克拉桑（45°9'29"N, 4°45'40"E）面积15.93 平方千米，位于法国奥弗涅-罗讷-阿尔卑斯大区阿尔代什省，该省份为法国东南部内陆省份，北起顺时针与卢瓦尔省、伊泽尔省、德龙省、沃克吕兹省、加尔省、洛泽尔省和上盧瓦爾省接壤。
与埃克拉桑接壤的市镇（或旧市镇、城区）包括：阿尔杜瓦、罗讷河畔阿拉斯、谢米纳、奥宗、圣热尔代、圣罗曼代、萨拉、塞谢拉。
埃克拉桑的时区为UTC+01:00、UTC+02:00（夏令时）。

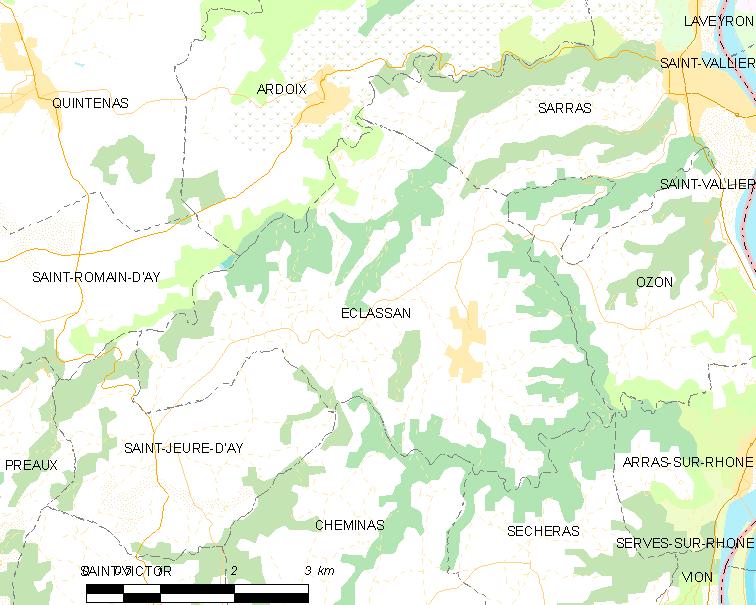
埃克拉桑的OSM定位图

## 行政
埃克拉桑的邮政编码为07370，INSEE市镇编码为07084。

## 政治
埃克拉桑所属的省级选区为萨拉县。

## 人口

1962-2008年间埃克拉桑人口变化图示

埃克拉桑于2022年1月1日时的人口数量为1046人。